# Júnior Friboi
José Batista Júnior (Anápolis, 12 de fevereiro de 1960), também conhecido como Júnior Friboi, é um empresário e político brasileiro.
É o irmão dos também empresários Joesley e Wesley Batista bem como um filho do também empresário Zé Mineiro, o fundador da JBS.

## Biografia

### A trajetória empresarial
Presidiu por 25 anos a JBS, conglomerado de oito empresas que emprega mais do que 200 mil pessoas e com uma receita global estimada em R$170 bilhões.

### Como um político
Filiou-se ao Partido do Movimento Democrático Brasileiro (PMDB) para disputar o governo de Goiás em 2014.

### Com publicidade
Em dezembro de 2014, o então governador reeleito Marconi Perillo criou uma lei perdoando mais do que R$1 bilhão em dívidas da JBS ao governo estadual (ver a reportagem: JBS negociou divida de R$1,3 bilhões por R$320 milhões.  Jornal O Popular de 26 de janeiro de 2015). O seu publicitário foi Duda Mendonça, em contrato de cerca de R$30 milhões.